# Chambornay-lès-Pin
Chambornay-lès-Pin ist eine Gemeinde im französischen Département Haute-Saône in der Region Bourgogne-Franche-Comté.

## Geographie
Chambornay-lès-Pin liegt auf einer Höhe von 218 m über dem Meeresspiegel, etwa 14 Kilometer nordwestlich der Stadt Besançon (Luftlinie). Das Dorf erstreckt sich im Süden des Départements, am nördlichen Rand der Talebene des Ognon, gegenüber von Sauvagney, südlich der Monts de Gy.
Die Fläche des 4,85 km² großen Gemeindegebiets umfasst einen Abschnitt des unteren Ognon-Tals. Die südliche Grenze verläuft stets entlang dem Ognon. Dieser fließt hier mit großen Flussschleifen nach Südwesten durch eine Alluvialebene, die eine Breite von ein bis zwei Kilometern aufweist und durchschnittlich auf 210 m liegt. Vom Flusslauf erstreckt sich das Gemeindeareal nordwärts über die Talebene auf das angrenzende Plateau, das aus tertiären Sedimenten aufgebaut ist. Es wird durch das Tälchen des Dorfbachs von Chambornay untergliedert. Das Plateau ist überwiegend von Acker- und Wiesland bestanden, zeigt aber auch einige Waldflächen. Mit 276 m wird ganz im Nordwesten die höchste Erhebung von Chambornay-lès-Pin erreicht.
Nachbargemeinden von Chambornay-lès-Pin sind Gézier-et-Fontenelay im Norden, Étuz und Cussey-sur-l’Ognon im Osten, Sauvagney im Süden sowie Vregille im Westen.

## Geschichte
Überreste eines befestigten römischen Lagerplatzes auf dem Châtelard weisen auf eine frühe Besiedlung des Gebietes hin. Erstmals urkundlich erwähnt wird Chambornay im Jahr 1301. Im Mittelalter gehörte das Dorf zur Freigrafschaft Burgund und darin zum Gebiet des Bailliage d’Amont. Die lokale Herrschaft hatte das Kloster von Gigny inne, das das Gebiet einem hier gegründeten Benediktinerpriorat überließ. Zusammen mit der Franche-Comté gelangte Chambornay mit dem Frieden von Nimwegen 1678 definitiv an Frankreich.

## Sehenswürdigkeiten
Die einschiffige Dorfkirche von Chambornay-lès-Pin wurde im 18. Jahrhundert erbaut und besitzt Mobiliar sowie eine Statue der Heiligen Jungfrau mit dem Kind aus dieser Zeit und sechs Kronleuchter im Stil Louis-seize.

## Bevölkerung
| Jahr                       | 1962 | 1968 | 1975 | 1982 | 1990 | 1999 |
| Einwohner                  | 97   | 96   | 127  | 254  | 315  | 335  |
| Quellen: Cassini und INSEE |      |      |      |      |      |      |

Mit 380 Einwohnern (1. Januar 2022) gehört Chambornay-lès-Pin zu den kleinen Gemeinden des Département Haute-Saône. Nachdem die Einwohnerzahl in der ersten Hälfte des 20. Jahrhunderts deutlich abgenommen hatte (1891 wurden noch 177 Personen gezählt), wurde seit Beginn der 1970er Jahre wieder ein kräftiges Bevölkerungswachstum verzeichnet. Seither hat sich die Einwohnerzahl mehr als verdreifacht.

## Wirtschaft und Infrastruktur
Chambornay-lès-Pin war bis weit ins 20. Jahrhundert hinein ein vorwiegend durch die Landwirtschaft (Ackerbau, Obstbau und Viehzucht) geprägtes Dorf. Heute gibt es einige Betriebe des lokalen Kleingewerbes. In den letzten Jahrzehnten hat sich das Dorf zu einer Wohngemeinde gewandelt. Viele Erwerbstätige sind deshalb Wegpendler, die in den größeren Ortschaften der Umgebung und in der Agglomeration Besançon ihrer Arbeit nachgehen.
Der Ort liegt abseits der größeren Durchgangsachsen an einer Departementsstraße, die von Marnay nach Étuz führt. Der nächste Anschluss an die Autobahn A36 befindet sich in einer Entfernung von ungefähr 13 km. Weitere Straßenverbindungen bestehen mit Sauvagney und Gézier-et-Fontenelay.